# Riihisaari, Filpula
Riihisaari är en ö i Finland. Den ligger i sjön Kurkijärvi och i kommunen Mänttä-Filpula i den ekonomiska regionen  Övre Birkalands ekonomiska region  och landskapet Birkaland, i den södra delen av landet, 220 km norr om huvudstaden Helsingfors. Öns area är 3,1 hektar och dess största längd är 320 meter i nord-sydlig riktning.